# سام جنسن بيج
سام جنسن بيج (بالإنجليزية: Sam Jensen Page)‏ هو عارض ومدرب رياضي وصحفي ورائد أعمال أمريكي، ولد في 19 سبتمبر 1974 في موراي في الولايات المتحدة.